# Physaraia capensis
Physaraia capensis är en stekelart som först beskrevs av Günther Enderlein 1905.  Physaraia capensis ingår i släktet Physaraia och familjen bracksteklar. Inga underarter finns listade i Catalogue of Life.